# دوري آيسلندا الممتاز 1920
دوري آيسلندا الممتاز 1920 (بالآيسلندية: Efsta deild karla í knattspyrnu 1920)‏ هو الموسم 9 من  دوري آيسلندا الممتاز. كان عدد الأندية المشاركة فيه  3، وفاز فيه نادي فيكينغور.

## نتائج الدوري
صفحة نتائج الدوري الآيسلندي علي موقع uefa 
صفحة ترتيب فرق الدوري بمختلف درجاته 